# أبو زكريا الجمال
أبو زكريا الجمال (1959 - 3 يناير 2009 ) سياسي وعسكري من فلسطين. كان ثاني عضو بارز في حركة حماس تغتاله قوات الاحتلال الإسرائيلي في الحرب الإسرائيلية على قطاع غزة 2008-09. استهدف بواسطة ضربة جوية إسرائيلية يوم 3 يناير 2009.